# Mein Freund Beuys
Mein Freund Beuys ist ein Spielfilm von Roman Redzimski aus dem Jahre 2023. Der autobiographische Stoff basiert auf den Erinnerungen des Saarbrücker Künstlers Claude Jaté. Die Hauptrolle übernahm Benjamin Kelm.

## Handlung
Klaus Dieter Schneider bekommt die Diagnose Schizophrenie von seinen Ärzten. In einer psychiatrischen Klinik lernt er das Malen für sich kennen. Von seiner Kunst inspiriert sucht er, mit Briefen, Kontakt zu dem deutschen Aktionskünstler Joseph Beuys und eine Brieffreundschaft entwickelt sich. Von Beuys bekommt er dann auch seinen Künstlernamen „Claude Jaté“. Unter der wachsenden Leidenschaft für seine Kunst und unter seiner Krankheit leidet sein Privatleben immer mehr.

## Produktion und Veröffentlichung
Der Film wurde 2021 in der Sonnenberg-Klinik gedreht. Der Film hatte seine Premiere am 15. Dezember 2023 im Bambi Kino Düsseldorf. Zu dem Kinofilm erschien im Januar 2024 das Buch zum Film.